# Берио, Шарль Вильфрид де
Шарль Вильфрид де Берио (фр. Charles Wilfrid de Bériot, при жизни часто Берио-сын, фр. Bériot fils; 12 февраля 1833, Париж — 22 октября 1914, Со-дю-Гатине) — французский пианист, композитор и музыкальный педагог. Сын знаменитого скрипача Шарля Берио и не менее знаменитой певицы Марии Малибран.
Потеряв мать в трёхлетнем возрасте, воспитывался в значительной степени её сестрой Полиной Виардо. В 1850 г. поступил в военную школу в Брюсселе, однако вскоре отказался от военной карьеры ради пианистической. Среди учителей Берио-сына был, в частности, Сигизмунд Тальберг, чья падчерица была его мачехой.
Интенсивно концертировал как солист преимущественно во Франции. Как отмечал в 1868 г. Эрнест Дюбрёй,

он чудесным образом управляется с самыми ошеломительными сложностями своего ремесла, его техника точна, его игра могущественна. Он обладает мощной энергией и предельной деликатностью. Никто лучше, чем он, не поймёт и не выразит музыку старых мастеров; никто не выдохнет с более глубоким и изысканным чувством мазурку Шопена или романс Мендельсона.

Наиболее известен как преподаватель (с 1887 г.) Парижской консерватории, где среди его учеников были Энрике Гранадос, Альберто Вильямс, Рикардо Виньес, Шарль Турнемир и Морис Равель, посвятивший Берио свою «Испанскую рапсодию». Ему же посвящены Шесть концертных этюдов Изидора Филиппа.
В композиторском наследии Берио — четыре фортепианных концерта и ряд камерных сочинений; соната для флейты и фортепиано Op. 64 (1886) была написана для Поля Таффанеля и позднее записана им. В соавторстве с Виктором Альфонсом Дювернуа, зятем Полины Виардо, написал оперетту «Барон Фрик». Редактировал издание фортепианных пьес Иоганна Непомука Гуммеля. Над несколькими дидактическими сочинениями по фортепианному аккомпанементу работал в соавторстве со своим отцом.
Второй фортепианный концерт Берио до минор Op. 46 (1881) записал Питер Уолфиш.